# Liste der Einträge im National Register of Historic Places im Ray County

Lage des Ray County in Missouri

Die Liste der Einträge im National Register of Historic Places im Ray County in Missouri führt die Bauwerke und historischen Stätten im Ray County auf, die in das National Register of Historic Places aufgenommen wurden.

## Legende
| NRHP | Historic Place    |
| HD   | Historic District |

## Aktuelle Einträge
| [ 3 ] | Name                                     | Bild                              | Eintragsdatum        | Lage                                                                        | Ort      | Beschreibung                                         |
| ----- | ---------------------------------------- | --------------------------------- | -------------------- | --------------------------------------------------------------------------- | -------- | ---------------------------------------------------- |
| 1     | Dougherty Auditorium                     | Dougherty Auditorium              | 1982 ID-Nr. 82003158 | 203 West Main Street 39° 16′ 42″ N, 93° 58′ 45″ W                           | Richmond |                                                      |
| 2     | Isiah Mansur Farmstead Historic District |                                   | 1998 ID-Nr. 98001063 | 17740 Highway E 39° 24′ 46″ N, 93° 53′ 11″ W                                | Richmond |                                                      |
| 3     | New Hope Primitive Baptist Church        | New Hope Primitive Baptist Church | 1980 ID-Nr. 80002393 | Südwestlich von Richmond an der Old Orrick Road 39° 14′ 59″ N, 94° 2′ 37″ W | Richmond |                                                      |
| 4     | Ray County Courthouse                    | Ray County Courthouse             | 1979 ID-Nr. 79001393 | 100 West Main Street 39° 16′ 44″ N, 93° 58′ 37″ W                           | Richmond |                                                      |
| 5     | Ray County Poor Farm                     | Ray County Poor Farm              | 1979 ID-Nr. 79001394 | West Royale Street 39° 16′ 22″ N, 93° 59′ 20″ W                             | Richmond |                                                      |
| 6     | Watkins House                            | Watkins House                     | 1983 ID-Nr. 83001036 | 302 South Camden Street 39° 16′ 36″ N, 93° 58′ 45″ W                        | Richmond | Entworfen von dem Architekten George Franklin Barber |